# Ultimate Marvel

Обложка к Официальному справочнику по вселенной Ultimate Marvel: Ultimate X-Men, The Ultimates

Ultimate Marvel — импринт издательства комиксов Marvel Comics. Под этим импринтом выходят комиксы с переосмысленными версиями персонажей компании, включая Человека-паука, Людей Икс, Мстителей и Фантастической четвёрки. Импринт был запущен в 2000 году с издания серий Ultimate Spider-Man и Ultimate X-Men, давшими новые происхождения персонажам. Вселенная была назначена Землёй-1610 мультивселенной Marvel, которая содержит бесконечное число альтернативных вселенных.

## История

### Предыстория
Жизнь на этой Земле начала развиваться 200 миллионов лет назад. В течение пятидесяти миллионов лет он быстро превратился во множество таксонов, которые существуют сегодня, и управлялись динозаврами, похожими на динозавров позднего мелового периода в реальной жизни 150 миллионов лет назад.  Из-за резких различий между эволюцией жизни между реальным миром и Землёй-1610 неясно, когда именно вымерли динозавры и когда впервые появились люди.
Более 10 000 лет назад Атлантида и Лемурия  существовали как наиболее развитые цивилизации, известные на древней Земле , и вели войны друг против друга.
Эта война уничтожила две империи, оставив некоторых выживших, таких как преступник Нэмор. Нелюди также существовали в то время и до сих пор оставались скрытыми от человеческого общества в своём городе Аттилан в Гималаях.

### Рассвет XX века
В XX веке инопланетный вид, известный как Читаури, который ранее посещал Землю в 1777 году, попытался завоевать Землю. В 1904 году на Землю приземлился инопланетный андроид, известный как Вижен , чтобы подготовить человеческую расу к приходу пожирателя планет, известного как Гах Лак Тус. Из-за неисправности корабль Вижена потерпел крушение на российской территории Тунгуски, создав Тунгусское событие, и советское правительство хранило его в секретном военном бункере. Спустя годы, в 1920 году, Читаури проникли в немецкую политику и привели в движение события, которые в конечном итоге привели ко Второй мировой войне. Читаури снабжали нацистскую Германию передовыми оружейными технологиями. Союзники узнали об этой инопланетной угрозе и были полны решимости остановить её.
К этому времени правительство Соединённых Штатов во главе с президентом Франклином Рузвельтом стремилось создать суперсолдат для военных действий. Два солдата, Николас Фьюри и канадец Джеймс Хоулетт, были схвачены и подверглись экспериментам для этого проекта. Хоулетт был отправлен и испытан на удалённом объекте, который позже будет известен как объект « Оружие Икс », в то время как Фьюри был отправлен в Нью-Йорк, чтобы присоединиться к другим афроамериканским подопытным для эксперимента, известного как Проект «Возрождение».
Фьюри был первым успешным суперсолдатом, появившимся в рамках проекта «Возрождение». После этого он использовал свою нечеловеческую силу, чтобы вырваться из объекта и освободить других испытуемых. На объекте «Оружие Икс», пытаясь создать своего собственного суперсолдата, правительство Канады случайно создало новый мутировавший геном. Этот геном вскоре распространится по всему миру и создаст новый вид сверхлюдей, известных как мутанты.
С успехом Николаса Фьюри Project Rebirth наконец выбрал молодого и слабого мальчика по имени Стивен Роджерс, который стал Капитаном Америкой.  К 1945 году Капитан Америка участвовал в операции по нападению на нацистский ракетный комплекс в Исландии, который содержал водородно-ядерную ракету и был нацелен на материковую часть Америки. Капитан Америка саботировал ракету, когда она взлетала, и был отправлен в 60-летнюю кому в анабиозе после того, как разрушенная ракета погрузила его в арктическое море.

### Рождение мутантов
Спустя годы Эрик Леншерр , ребёнок-мутант двух учёных, работавших на Оружие Икс, освободил Мутанта Зеро, также известного как Росомаха (Джеймс Хоулетт), и убил его мать и других агентов Оружия Икс за то, что они сделали с мутантами. Эрик ушёл и разыскал другого мутанта, Чарльза Ксавьера. Эрик предложил им создать братство, созданное мутантами, чтобы защитить себе подобных и создать новую жизнь вдали от человечества. Позже Чарльз был убеждён в плане Эрика, и они оставили своих человеческих жён и начали собирать других мутантов со всего мира.  Когда они путешествовали по неизвестной земле, Чарльз, Эрик и его дети Ванда и Пьетро потерпели крушение в Дикой Земле .где они встречают клан людей. Среди них были молодые Ка-Зар и Шанна. Чарльз и Эрик нашли эту странную землю идеальной для своих целей, и Братство Превосходства Мутантов основало тайное поселение в Дикой Земле. Спустя несколько месяцев Чарльз разочаровался в поселении, поскольку Эрик становился всё более радикальным и тираническим, и после того, как Чарльзу не удалось возглавить восстание против Эрика, он попытался бежать, но был пронзён им металлическим шипом в позвоночник. Это оставило Чарльза парализованным, но ему всё же удалось сбежать с острова. Спустя несколько недель племена Ка-Зара и Шанны были вырезаны Эриком, теперь называющим себя Магнето, чтобы сделать Дикую Землю местом только для мутантов.

### Сверхчеловеческая война
Примирившись со своим прошлым, Ник Фьюри вернулся в армию Соединённых Штатов, не удосужившись скрыть своё имя. В конце концов Фьюри стал героем войны. Вскоре Фьюри перешёл под командование ЩИТа, но когда Оружие Икс задействовало своего суперсолдата Хоулетта, Фьюри было поручено охранять его транспортную ячейку во время стычки на Ближнем Востоке. Когда Хоулетт вырвался на свободу и убил своих охранников, он узнал Фьюри, но не раньше, чем вырвал ему один глаз. Хоулетт вернул Фьюри на американскую базу. Восстанавливаясь, командир Таддеус «Громовержец» Росс узнал, что Фьюри был первым суперсолдатом из проекта «Возрождение», и сообщил ему, что правительство возобновляет программу суперсолдат, отчасти потому, что человечество должно быть готово к неизбежной генетической войне с растущим населением мутантов. Фьюри предложили возглавить всё это. Он согласился и собрал команду ведущих учёных, включая Франклина Сторма , Ричарда Паркера , Брюса Бэннера и вундеркинда Хэнка Пима , для работы над проектом «Возрождение 2», попыткой воссоздать сыворотку суперсолдата, которая создала Капитана Америку.
Фьюри дал своей команде свой собственный образец крови, чтобы начать проект, сказав им перепроектировать следы формулы суперсолдата внутри него. Фьюри отверг идею найма Говарда или Тони Старка по неизвестным причинам. Здание Бакстера пыталось убедить Франклина Сторма взять на себя командование их операциями, в то время как Ричард Паркер работал с Эдвардом Броком над разработкой симбиотического костюма для лечения болезней и травм. К счастью, Пиму и доктору Бэннеру удалось добиться некоторого успеха с образцом крови Фьюри. Поскольку Фьюри запретил любое использование подопытных людей, Бэннер проверил новую формулу на себе. Однако результат был катастрофическим, так как эта версия сыворотки превратила его в неуправляемого монстра, который впоследствии стал известен как Халк .. Хэнк Пим скрылся с места происшествия до того, как Бэннер полностью трансформировался, но, к сожалению, Ричард и его жена Мэри были серьёзно ранены и чуть не погибли в результате взрыва, вызванного Халком. Но, увидев маленького Питера Паркера, Халк снова превратился в Бэннера, потрясённый тем, что он сделал.

### Эпоха героев
К XXI веку мутанты были широко известны и опасались публики, отчасти из-за действий Магнето и террористических атак его Братства на человеческое население. Это привело к тому, что правительство заказало создание Стражей , охотничьих роботов-мутантов. Операции Магнето завершились тем, что он и его Братство напали на Вашингтон, округ Колумбия, почти разрушив город. Эта атака была сорвана Чарльзом Ксавьером и его новой командой Людей Икс , молодых мутантов, завербованных Ксавьером с целью создания команды супергероев, которая должна была показать людям и мутантам, что мутанты могут использовать свои силы для общего блага обоих. разновидность. Ксавьер, казалось бы, убил Магнето, но тайно использовал свои силы, чтобы стереть его воспоминания, надеясь, что однажды сможет реформировать Магнето.
В начале XXI века также появилось много новых супергероев, часто в результате несчастных случаев, наделивших их сверхспособностями. Питер Паркер был одним из этих людей, получивших сверхспособности после того, как его укусил генетически модифицированный паук во время школьной поездки на объект Oscorp .  Сам паук был создан в рамках военного контракта Oscorp на создание сыворотки суперсолдата. Фантастическая четвёрка была ещё одним примером, сформированным после того, как научный эксперимент по попытке нанести на карту N-зону пошёл наперекосяк, наделив пять человек сверхчеловеческими способностями, четверо из которых сформировали Фантастическую четвёрку.
Коматозное и сохранившееся тело Стивена Роджерса было извлечено из Атлантики Тони Старком , реанимировано и завербовано в спонсируемую американскими супергероями команду SHIELD Ultimates , созданную в ответ на нападение Магнето и Братства на Вашингтон. Первый публичный дебют команды состоялся в подавлении бушующего Халка. Вскоре после этого Ultimates сразились с Читаури над Аризоной и, таким образом, уничтожили то, что осталось от инопланетной угрозы, предотвратив их попытку вторжения на Землю и спасая Солнечную систему. После того, как угроза Читаури закончилась, за Ultimates последовали спонсируемые правительством резервы, и в конечном итоге, мотивированные успехом Ultimates, Соединённые Штаты начали использовать сверхлюдей в международных конфликтах. Это вызвало споры в международном сообществе, разжигая уже продолжающуюся генетическую гонку вооружений. Кроме того, Организация Объединённых Наций ранее ввела ограничение на использование сверхлюдей в качестве оружия, что очень похоже на законы об ограничении ядерных вооружений. Были введены ограничения, такие как запрет на неправительственные сверхчеловеческие эксперименты. Однако некоторые корпорации, такие как Roxxon Corporation и Oscorp, тайно проводили незаконные эксперименты по созданию сверхлюдей, в результате чего появились такие личности, как Песочный человек , Электро и даже Зелёный гоблин . Большинство людей, созданных этими компаниями, стали бы преступными жизнями. С ростом сверхчеловеческого распространения и Ultimates и их европейским аналогом EDI, охраняющим мир своими могущественными сверхлюдьми, в конечном итоге кульминацией стало создание конфедерации наций, вторгшихся в Соединённые Штаты со своей собственной сверхчеловеческой командой, называемой Освободителями . Вторжение провалилось, и американским сверхлюдям удалось отразить штурм. Однако в результате Ultimates и другие герои в Америке начали дистанцироваться от государственных дел, чтобы предотвратить события, подобные вторжению Освободителей.

### Пришествие Га Лак Туса
В 1908 году робот-сущность, известная как Вижн , совершила аварийную посадку в России. Он пришёл, чтобы предупредить Землю о грядущей угрозе Гах Лак Тус .. Однако Вижен был повреждён и захвачен российскими учёными, которые в эпоху холодной войны экспериментировали с Виженом, чтобы подпитывать свои собственные программы суперсолдат. Однако в конце концов Вижен был заброшен и начал ремонтировать себя, пока, наконец, не смог послать сигнал по всему миру. В ответ на этот сигнал Ultimates и Люди Икс были отправлены по отдельности в Россию для расследования. Найдя робота и помог завершить его ремонт, он, наконец, смог выполнить свою задачу; чтобы предупредить людей Земли о прибытии Гах Лак Тус, роя межгалактических дронов, объединённых единым сознанием, которое путешествует с планеты на планету, питаясь её тепловым ядром.
Готовясь к его прибытию, Гах Лак Тус отправил на Землю группу Вестников , чтобы они выступили в качестве лидеров культа, которые способствовали массовым самоубийствам, чтобы уменьшить человеческую угрозу. В ответ на грядущую угрозу Рид Ричардс создал Ultimate Nullifier .как главная линия защиты Земли от массивного роя дронов. В последние часы перед прибытием Га Лак Туса на Землю Чарльзу Ксавьеру удалось установить психический контакт. Это отвлекло Гах Лак Туса на достаточно долгое время, чтобы Рид запустил взрывчатку через Нуллификатор в новую Вселенную и, используя возникший Большой взрыв, сумел направить разрушительную энергию в космическое пространство. Почти 20% массы Га Лак Туса было уничтожено. Это, в сочетании с «инфекцией» связи разумов с людьми Земли через Чарльза Ксавьера, заставило Гах Лак Туса бежать.  Затем Видение последовало за ним с целью предупредить следующий мир и предоставить им информацию, необходимую для отражения угрозы.

### Марш на ультиматум
На секретном складе проекта «Пегас» в Вайоминге Наблюдатель Земли-1610, известный как Наблюдатель , реактивировал себя и рассказал Фантастической четвёрке и другим присутствующим о предсказанном катаклизме после эпохи Marvel и о катастрофе, которая произойдёт раньше в событии, известном как "Ультиматум".

### Ультиматум
Из-за действий злодея Фантастической четвёрки Доктора Дума (который манипулировал смертью Алой Ведьмы и конфликтом между Братством Мутантов и Высшими), Магнето мстительно выполнил свой план по истреблению человечества путём смещения полюсов Земля, вызывая глобальные стихийные бедствия в мире, в результате чего выживают только он и его последователи. В результате ярости Магнето погибли миллионы людей, включая многих сверхчеловеческих героев и злодеев Земли. В Америке обострились антимутантские настроения, и, когда большинство их членов погибло, Люди Икс распались после смерти своего лидера Циклопа, который был убит в результате заговора, организованного Братством, которое теперь возглавляет сын Магнето Ртуть. Мутантов начали арестовывать и отправлять в лагеря для интернированных.

### Постультиматум
После Ультиматума мутации и специальные способности были признаны незаконными. Три недели спустя террористическая организация AIM совершила налёт на здание Бакстера в поисках схем космического куба (сделанных самим Ридом Ричардсом); им удалось получить его с помощью неудавшегося суперсолдата ЩИТа, известного как Красный Череп. После этого инцидента и выяснения того, что Красный Череп на самом деле является его сыном, Капитан Америка стал мошенником, и директор ЩИТа Кэрол Дэнверс назначила Ника Фьюри ответственным за только что возрождённый проект Мстителей , отряд секретных операций, предназначенный для устранения угроз до того, как они достигнут цели. общественный.
Спонсируемая Грегори Старком команда Фьюри успешно достигла поставленных целей.  Тем временем таинственная фигура, известная как Мистерио , убивает криминального авторитета и предпринимает попытку захватить преступное подполье Нью-Йорка.  Тони Старк узнаёт, что кто-то крадёт его технологии и продаёт их на чёрном рынке, которые затем покупаются иностранными правительствами. Тони узнаёт, что за всем этим стоит его дедушка Говард-старший , который хотел взять на себя управление Старк Индастриз; Затем Тони убил его в порядке самообороны.

### Ультим съел врага
Какие-то вне пространственные инопланетные существа начинают атаковать важные стратегические места во вселенной Ultimate, такие как здание Бакстера и Трискелион. Рид Ричардс «убит», а оставшиеся герои проводят собственное расследование.  Затем выясняется, что нападение координировал сам Ричардс, поскольку он считал Землю неспособной позаботиться о себе и пытался захватить мир и править им железным кулаком, чтобы обеспечить его выживание с помощью своего внепространственного инопланетная армия.  Фьюри ведёт армию сверхлюдей, чтобы разобраться с Ричардсом, который прятался на секретной базе в N-зоне. После своего поражения Ричардс исчез, и атака прекратилась. Однако неизвестный им в то время Ричардс выжил.

### Новые Алтимейтс и война вампиров
Локи прибыл в Центральный парк и призвал троллей захватить землю.  New Ultimates пытались остановить его, но безрезультатно, пока Валькирия не пожертвовала своей жизнью, чтобы воскресить Тора , который в конце концов победил Локи. Когда сверхлюди начинают исчезать, оперативная группа Фьюри обнаружила, что это дело рук кровососущих гуманоидов, известных как вампиры. Их цель состояла в том, чтобы превратить сверхчеловеческое население в вампиров, чтобы захватить мир, и их главная цель - Трискелион из-за большого количества сверхлюдей и задержанных незаконных сверхчеловеческих экспериментов, присутствующих там. Затем вампиры вторгаются в Трискелион, и попытки ЩИТа дать отпор оказались бесполезными. Но Капитан Америка использует молот Перуна, чтобы телепортировать Трискелион и его поле битвы на Ближний Восток, где было дневное время, успешно убивая вампиров. Событие было заснято в прямом эфире и вызвало огромный ажиотаж в СМИ.

### Смерть Человека-паука
Фьюри и его оперативная группа узнали, что Кэрол Денверс является кротом ЩИТа и продаёт сверхсекретную американскую информацию Китаю. После разоблачения Фьюри приступил к созданию армии чёрных операций, чтобы навсегда уничтожить Дэнверс. Тем временем Дэнверс и её команда New Ultimates пришли к выводу, что это Фьюри стал мошенником, и суперкоманда приступила к его задержанию. Тем временем у Трискелиона был ещё один побег, вызванный Норманом Осборном , который освободил Доктора Осьминога , Песочного человека , Крэйвена , Электро и Стервятника .для достижения одной общей цели: убить Человека-паука. Они прибыли в его дом в Квинсе, и завязалась огромная битва. В конце концов, Норман Осборн и Отто Октавиус были убиты, а остальные шестеро попали в тюрьму, но, к сожалению, Питер Паркер скончался от полученных ран и тоже умер.
Поскольку и Дэнверс, и Фьюри считались ненадёжными, Грегори Старк был назначен новым главой ЩИТа. Теперь выяснилось, что Старк спровоцировал весь конфликт, подставив Фьюри и Дэнверс, чтобы захватить ЩИТ. Он начал организовывать перевороты в различных недружественных странах, чтобы установить более дружественные режимы, снабжая диссидентские группы сверхлюдьми. Северная Корея и Иран были его первыми целями. Восстание в Северной Корее потерпело неудачу, и Грегори был убит Ultimates, когда его предательство было раскрыто, но восстание в Иране увенчалось успехом, что привело к созданию проамериканского правительства. Фьюри снова был восстановлен в качестве главы ЩИТа во время их расширения, поскольку всё больше и больше людей в мире соглашались на то, чтобы ЩИТ охранял их.

### Раскрыта новая тайна Человека-паука и мутанта
Вскоре после похорон Питера Паркера появился новый Человек-паук по имени Майлз Моралес , что вызвало недоумение у жителей Нью-Йорка относительно того, как Человек-паук жив, когда во всех новостях было сказано о его кончине. .
Майлз сражается с Электро, парализуя его на достаточно долгое время, чтобы Ник Фьюри выстрелил в него и убил.  Затем он получил благословение Фьюри на то, чтобы надеть мантию Питера Паркера, и получил свой собственный костюм Человека-паука.
Новая модель Стражей, получившая название Nimrod Model Sentinels , была развёрнута для охоты и поимки или убийства мутантов, которые отказались сдаться. В средствах массовой информации появились новости о том, что мутанты на самом деле были результатом испытаний суперсолдат, финансируемых американским правительством. в Канаде, а не результат эволюции. Из-за этого вспыхнули беспорядки.

### Дети завтрашнего дня, падение Асгарда и появление Тиана
Найдя способ сбежать из N-зоны, Рид Ричардс вернулся на Землю. Собрав группу высокоинтеллектуальных личностей, он начал свой эксперимент. Создав Купол, исследовательский центр в собственном временном пузыре, Рид и его «Дети завтрашнего дня» начали свои эксперименты, стремясь раздвинуть границы науки.
В SEAR учёным удалось раскрыть способ создания нового поколения сверхлюдей. Выпустив вирус, который предотвратил рождение мутантов во внешнем мире в попытке нанести вред остальному сверхчеловеческому населению мира, SEAR начал массово создавать сверхлюдей, называемых просто людьми .
Теперь ЩИТ столкнётся с катастрофой на трёх фронтах. Напряжённость между Аргентиной и Уругваем достигла точки тотальной войны, и аргентинцы использовали технологию Старка, предоставленную им Клубом Кратоса , чтобы разрушить столицу Уругвая Монтевидео ядерным взрывом. В то же время Народ, новые сверхлюди ЮВТ, восстали против своего правительства, запросившего помощь ЩИТА. Правительство было свергнуто очень быстро, и ЩИТ не смог отреагировать. Кроме того, они потеряли своих оперативников-мутантов во главе с Карен Грант .новой нации Тиан, которая предлагала убежище мутантам и сверхспособности всем, кто их желал. В то же время «Дети завтрашнего дня» Рида Ричардса вывели свой эксперимент на новый уровень. Внутри их Купола уже прошла тысяча лет, что сделало их технологически превосходящими весь остальной мир. Они расширились до следующего уровня, создав «Город», супергород, охватывающий большую часть Центральной Европы, что привело к уничтожению наций и людей, уже живущих там. ЩИТ и СУЗИ не смогли остановить это, что привело к разрушению Асгарда , в результате чего Тор снова стал смертным.
Соединённые Штаты также столкнулись с конфликтом внутри, поскольку мутанты восстали в своих лагерях для интернированных, а ополчения против мутантов, такие как ополчение под руководством Уильяма Страйкера , набрали большую силу. После убийства Китти Прайд, сознание Страйкера завладело американским флотом Nimrod Sentinel, и он начал откровенную резню мутантов. Флот захватил юго-западные штаты США, и президент был вынужден покинуть их, оставив их под контролем Стражей. С угрозами по всем фронтам Президент обрушил на Город весь ядерный арсенал, но сумел уничтожить только 20% его. В ответ Рид Ричардс, теперь называющий себя Создателем, начал атаку на Вашингтон, округ Колумбия, разрушив его и убив президента. Ник Фьюри и ЩИТ стремились заключить союз с Тианом против Города, и после того, как Создатель убил одного из Людей, Тиан начал атаку. Однако Город был побеждён изнутри, поскольку Дети Завтрашнего дня отказались от Создателя и передали его под опеку США.
Однако распад Соединённых Штатов продолжался. С ослаблением центрального контроля и потерей Юго-Запада Техас и Западное побережье также вышли из союза. Ника Фьюри также снова уволили из SHIELD, и он продолжил действовать самостоятельно.

### Разделённые мы падаем , вместе мы стоим
Таинственный человек, известный как мистер Морез, начал сеять раздор по всей стране, поставив и без того расколотую Америку на колени.
Однако нация начала сплачиваться. Техас был захвачен, разоружён и вынужден вернуться в союз. После того, как спорная иммиграционная политика привела к гибели бесчисленного количества мирных жителей от рук роботов, обслуживающих границу, Калифорнийская республика быстро согласилась присоединиться к профсоюзу. Под опекой Ника Фьюри Кэтрин Прайд возглавила восстание мутантов против ополченцев и стражей Страйкера на юго-западе, позволив штатам снова присоединиться к союзу. Последней заявкой г-на Мореса была Гидра , разрозненная антиправительственная милиция по всей стране. Использование камня разума, Морез промыл мозги людям, присоединившимся к его армии. Они начали атаку на Соединённые Штаты, и выяснилось, что Морез был сыном Тора. В решающей финальной битве Морез был убит, а Гидра потерпела поражение и снова была загнана в подполье. В результате его героических действий в попытке сохранить единство страны Капитан Америка был избран президентом Соединённых Штатов. Одним из его первых действий было предоставление популяции мутантов лекарства от их способностей и санкционирование создания новой нации мутантов в части Юты для тех, кто отказался от лекарства.

### Катаклизм
Космическое существо, известное как Гах Лак Тус, вернулось на Землю, но теперь оно было слито со своим аналогом из другой вселенной и стало ещё более могущественным, чем раньше. Герои ничего не могли сделать, чтобы остановить его, когда он впервые появился, и Галактус уничтожил Нью-Джерси.
Пока Галактус строил машину, с помощью которой он поглотит Землю, герои обнаружили, что он пришёл из другой реальности, Земли-616 , и отправили туда Человека-паука вместе с Ридом Ричардсом , чтобы собрать любую информацию о том, как это остановить. Им удалось получить необходимые данные и вернуться в свою вселенную.

### Время истекает
В какой-то момент Создатель узнал о вторжениях , явлении, при котором параллельные вселенные будут сталкиваться друг с другом, с Землёй каждой вселенной в качестве точки столкновения. Если одна из Земель не будет уничтожена, обе вселенные будут уничтожены. Создатель начал тайно уничтожать другие Земли, и во время одного из таких вторжений столкнулся с Кабалой , группой с аналогичной целью с Земли-616 .  Создатель объединился с Кабалой и начал подготовку к последнему вторжению, которое должно было произойти между его собственной Землёй-1610 и Землёй-616 Кабалы .
Создатель сообщил Нику Фьюри о вторжениях и представил его Таносу из Кабала, который сказал ему подготовить свои силы, поскольку Земля-616 была полна героев, которые попытаются спасти свой мир от последнего вторжения. Зная, что им манипулируют Создатель и Кабала, Ник Фьюри, тем не менее, приступил к подготовке ЩИТа к последнему вторжению. Тем временем Кабала усердно работала над «спасательным плотом», который позволил бы им пережить окончательную смерть Мультивселенной после последнего вторжения.

### Разрушение и возрождение
Земля-1610 была уничтожена в последнем Вторжении.  Создателю удалось уйти с Кабалой на спасательном плоту, а Майлз Моралес спрятался.  В мультивселенном мире битв , созданном Доктором Думом с Земли-616 , Майлз встретился с Человеком -молекулой и накормил его.  В знак благодарности, во время возрождения Земли-616 , Человек-молекула позволил нескольким выжившим после разрушения Земли-1610 поселиться в возрождённой вселенной и, в частности, воскресил мать и дядю молодого Человека-паука . Во всех смыслах трансплантаты неотличимы от 616 туземцев. Единственным известным исключением является Создатель, который предпринимает насильственные действия, чтобы каким-то образом восстановить его.
Чтобы интегрировать мигрантов из других измерений в их новый дом, воспоминания разных людей были изменены (опять же, Создателю удалось этого избежать). Например, Майлз Моралес теперь вспомнил одноклассника по имени Брент, чья смерть вдохновила его стать Человеком-пауком вместо Питера Паркера.  Только определённые триггеры смогли пробудить воспоминания о его измерении происхождения.  На сегодняшний день единственным человеком, который пытался обсудить это с ним, была Гвенпул , к его большому замешательству.
Поскольку Рид Ричардс с Земли-616 намеревался восстановить Мультивселенную после падения Доктора Дума и разрушения Мира битв,  Абсолютная Вселенная в конечном итоге была возвращена к существованию.  По крайней мере, двум людям удалось совершить путешествие между возрождённой Землёй-1610 и Землёй-616: уроженцу 616 года Майлзу Моралесу , который отправился на поиски двойника своей покойной жены Барбары Санчес ,  и Земле-1610. Зелёный Гоблин , который по неизвестным причинам стал приспешником Моралеса, когда тот вернулся в родную вселенную суперзлодеем под военным псевдонимом «Ультиматум».
Создатель также обнаружил способ вернуться в свою родную вселенную, используя симбиота Венома , который мог противостоять межпространственному путешествию.  Вернувшись, он обнаружил Нью-Йорк Земли-1610 в руинах, свободный для завоевания, так как Алтимейтс и другие супергерои пропали без вести.

## Интересные факты
- Ultimate Marvel  —  сборник комиксов, изданных Marvel Comics, в котором представлены переосмысленные и обновлённые версии самых популярных персонажей-супергероев компании, включая Человека-паука, Росомаху, Халка, Тора, Сорвиголову, Людей Икс, Мстителей и Фантастическая четвёрка. Персонажи имеют новое происхождение, освобождая их от иногда запутанной предыстории оригинальных версий, которые, как считалось, отталкивали новых читателей, незнакомых с их обширными историями. Энциклопедия Marvel # Фантастическая четвёрка в 2004 году обозначил «Ultimate Marvel Universe» как Земля-1610.
- Выходные данные были запущены в 2000 году с публикацией Ultimate Spider-Man, за которыми в 2001 году последовали Ultimate X-Men и Ultimate Marvel Team-Up. До запуска выходные данные были под рабочим названием Ground Zero. В то время как некоторые серии (включая Ultimate Spider-Man), по-видимому, были нацелены на более молодых читателей, чем большинство игр Marvel, другие (такие как Ultimates) кажутся написанными для более старшей аудитории. Тем не менее, отпечаток Ultimate в целом был предназначен для привлечения и обслуживания новых читателей, помимо существующей базы фанатов Marvel, хотя давние фанаты в целом приняли эту линию.

## История публикаций
Вселенная Ultimate была запущена в 2000 году с публикации Ultimate Spider-Man, за которой последовала Ultimate X-Men в 2001 году, The Ultimates и, наконец, Ultimate Fantastic Four. До запуска импринт шёл под рабочим названием «Ground Zero». Персонажи этого импринта существуют за пределами Земли-616 Вселенной Marvel и никак не взаимодействуют с оригинальными своими версиями.
Истории и персонажи Ultimate Marvel были адаптированы, чтобы отражать различия между настоящим и прошлым континуумами, большая часть которого была создана между 1960-ми и 1970-ми. К примеру, Человек-паук этой вселенной получил суперспособности от генетически модифицированного паука, а не от радиоактивного, и его альтер эго, Питер Паркер, изначально бывший фотографом для газеты Daily Bugle, теперь веб-мастер на полставки у газеты. Другим аспектом вселенной Ultimate является то, что многие персонажи появляются более молодыми, чем оригинальные версии.
С декабря 2005 года по начало 2007 года Marvel выпустила рекламную кампанию, которая показала по всем сериям Ultimate слоган «Ultimate Marvel: Золотой стандарт».
Сценаристами, чьи работы были отмечены за их работу над импринтом, были Брайан Майкл Бендис, Уоррен Эллис и Марк Миллар, Джо Кесада и бывший президент Marvel, Билл Джемас.
Весь импринт Ultimate Marvel был перезапущен в 2009 году после масштабного события Ultimatum и теперь проходит под названием Ultimate Comics.
В августе 2011 года Marvel снова перезапустила линию Ultimate, в этот раз под слоганом Ultimate Comics Universe Reborn, после окончания сюжетной арки «The Death of Spider-Man», возглавляемой Джонатаном Хикменом, Ником Спенсером и Брайаном Майклом Бендисом. При этом были перезапущены серии Ultimate Comics: X-Men, Ultimate Comics: The Ultimates и Ultimate Comics: Spider-Man. Плюс к этому были выпущены мини-серии Ultimate Fallout и Ultimate Comics: Hawkeye.
Вселенная была уничтожена в первом выпуске «Secret Wars», в результате столкновения с оригинальной Землёй-616, выжили из всего мира только Майлз Моралес (Человек-паук II), Джимми Хадсон  (Росомаха II) и Творец (Рид Ричардс).